# Stacey Dooley
Stacey Jaclyn Dooley (Luton, 9 de marzo de 1987) es una presentadora de televisión y periodista británica. Desde 2009, ha realizado documentales de televisión para BBC Three sobre el trabajo infantil y las mujeres en los países en desarrollo.

## Primeros años
Dooley creció en Luton, Bedfordshire, donde trabajó anteriormente como dependienta en el aeropuerto de Luton.

## Carrera
A la edad de 21 años, Dooley apareció por primera vez en la televisión como uno de los participantes en la serie documental de televisión Blood, Sweat and T-shirts en abril de 2008. Ella y los otros participantes fueron seleccionados para ilustrar al consumidor típico obsesionado con la moda. Gracias a su aparición en el programa, en parte debido a su interés en las leyes laborales de los países en desarrollo, se encargó su propia serie. Stacey Dooley Investigates comenzó en agosto de 2009 y se presentó un especial de dos partes en BBC Three durante agosto y septiembre de 2009. También se emitió en Australia en ABC2 desde el 2 de junio de 2010.
En octubre de 2010, BBC Three emitió otros dos programas, el primero sobre ex niños soldados en la República Democrática del Congo y el segundo sobre el tráfico sexual y la esclavitud sexual de menores en Camboya.
En 2011, BBC Three transmitió Tourism and the Truth: Stacey Dooley Investigates. En dos episodios, Dooley investigó cómo el turismo en Tailandia y Kenia afecta a los empleados allí, en particular con respecto a los salarios, la corrupción y los cambios ambientales. También en 2011, Dooley filmó la serie de CBBC, Show Me What You're Made Of.
Rodado en el natal Luton de Dooley, My Hometown Fanatics, se transmitió por la BBC Three el 20 de febrero de 2012. En el programa, ella entrevistó a los islamistas y a la English Defence League. Una serie de tres partes titulada Coming Here Soon fue transmitida por BBC Three en junio y julio de 2012, en la que Dooley explora las vidas de los jóvenes en tres países afectados por la crisis financiera mundial: Grecia, Irlanda y Japón. El programa sobre Japón fue criticado por algunos debido al hecho de que ignoró las directrices de los samaritanos sobre la denuncia del suicidio.
En 2016, Dooley presentó Stacey Dooley in Cologne: The Blame Game, sobre las agresiones sexuales de Nochevieja en Alemania, que se emitió el 29 de enero. El 30 de julio, apareció en Celebrity Mastermind de la BBC, donde su sujeto especialista era la serie de televisión Girls. En noviembre, Dooley apareció en una serie de televisión llamada Brainwashing Stacey, donde fue a un campamento de verano estadounidense contra el aborto y luego a algunos cazadores africanos de caza mayor.
En diciembre de 2016, Dooley fue detenida por la policía en Tokio mientras filmaba Young Sex For Sale In Japan, un documental sobre la explotación sexual infantil en Japón. Fue detenida en la calle por la policía durante dos horas, quienes estaban investigando su enfrentamiento con dos hombres que «protegían» a algunas de las chicas, que habían llamado a la policía para el equipo de filmación. Después de haber sido confrontados inicialmente por dos hombres que exigían «no ver películas», los hombres intentaron manejar al equipo de filmación lejos de donde intentaban filmar. La historia fue lanzada unos días antes de que el programa estuviera disponible en febrero de 2017.
Dooley fue nombrado miembro de la Orden del Imperio Británico (MBE) en los Honores de Cumpleaños de 2018 por sus servicios a la radiodifusión. En 2012, y nuevamente en 2015, Dooley fue miembro del panel de jueces de los Ethical Awards de The Observer.
El 16 de agosto de 2018, Dooley fue anunciada como una de las celebridades que competirán en la serie 16 de Strictly Come Dancing, siendo emparejada con el bailarín profesional Kevin Clifton. La pareja logró llegar a la final, logrando convertirse en los ganadores de la serie.

## Vida personal
Desde principios de 2019, sale con su compañero de baile de Strictly Come Dancing, Kevin Clifton. En agosto de 2022 se hizo público que la pareja esperaba su primer hijo. En enero de 2023 nació su hija Minnie.

## Filmografía
| Título de la serie                        | Nro.                          | Título del episodio                                     | Fecha del episodio               | Papel        |
| ----------------------------------------- | ----------------------------- | ------------------------------------------------------- | -------------------------------- | ------------ |
| 2008: Blood, Sweat and T-shirts           | (4 episodios)                 | (4 episodios)                                           | 22 de abril – 13 de mayo de 2008 | Participante |
| 2009–present: Stacey Dooley Investigates  |                               |                                                         |                                  |              |
| Child Labour                              | 1                             | Kids for Sale                                           | 1 de octubre de 2009             | Ella misma   |
| Child Labour                              | 2                             | Kids with Machetes                                      | 8 de octubre de 2009             | Ella misma   |
| Child Labour Series 2                     | 1                             | Kids with Guns                                          | 7 de octubre de 2010             | Ella misma   |
| Child Labour Series 2                     | 2                             | Sex Trafficking in Cambodia                             | 14 de octubre de 2010            | Ella misma   |
| Holiday Hell                              | 1                             | Thailand: Tourism and the Truth                         | 28 de marzo de 2011              | Ella misma   |
| Holiday Hell                              | 2                             | Tourism and the Truth: Kenya                            | 9 de junio de 2011               | Ella misma   |
| –                                         | –                             | My Hometown Fanatics                                    | 20 de febrero de 2012            | Ella misma   |
| –                                         | –                             | The Truth About Magaluf                                 | 7 de enero de 2013               | Ella misma   |
| New Drug Frontiers                        | 1                             | Cocaine Capital of the World                            | 12 de agosto de 2013             | Ella misma   |
| New Drug Frontiers                        | 2                             | Thailand's Drug Craze                                   | 19 de agosto de 2013             | Ella misma   |
| New Drug Frontiers                        | 3                             | Europe's Dirty Drugs Secret                             | 26 de agosto de 2013             | Ella misma   |
| The Truth About...                        | 1                             | Booze, Bar Crawls and Bulgaria                          | 30 de septiembre de 2013         | Ella misma   |
| The Truth About...                        | 2                             | Sex, Stags and Prague                                   | 7 de octubre de2013              | Ella misma   |
| The Truth About...                        | 3                             | Crime, Carnage and Cancun                               | 14 de octubre de 2013            | Ella misma   |
| The Truth About...                        | 4                             | Domestic Violence                                       | 26 de junio de 2014              | Ella misma   |
| –                                         | –                             | Beaten by My Boyfriend                                  | 25 de marzo de 2015              | Ella misma   |
| Serie 6                                   | 1                             | Meth and Madness in Mexico                              | 7 de abril de 2015               | Ella misma   |
| Serie 6                                   | 2                             | Ecstasy Wars                                            | 14 de abril de 2015              | Ella misma   |
| Serie 6                                   | 3                             | The Cannabis Smugglers                                  | 21 de abril de2015               | Ella misma   |
| Serie 7                                   | 1                             | Saving the Cyber Sex Girls                              | 19 de octubre de 2015            | Ella misma   |
| Serie 7                                   | 2                             | World's Worst Place to Be a Woman?                      | 26 de octubre de 2015            | Ella misma   |
| Serie 8: Sex in Strange Places            | 1                             | Turkey                                                  | 8 de marzo de 2016               | Ella misma   |
| Serie 8: Sex in Strange Places            | 2                             | Brazil                                                  | 15 de marzo de 2016              | Ella misma   |
| Serie 8: Sex in Strange Places            | 3                             | Russia                                                  | 22 de marzo de 2016              | Ella misma   |
| –                                         | 1                             | In Cologne: The Blame Game (cortometraje de 14 minutos) | 28 de enero de 2016              | Ella misma   |
| –                                         | 1                             | Hate and Pride in Orlando (cortometraje de 15 minutos)  | 24 de junio de 2016              | Ella misma   |
| Serie 9: Migrant Kids in Crisis           | 1                             | Greece (30 minutos)                                     | 19 de abril de 2016              | Ella misma   |
| –                                         | 1                             | On the Frontline: Girls, Guns and Isis                  | 15 de noviembre de 2016          | Ella misma   |
| Serie 10: Brainwashing Stacey             | 1                             | Anti-Abortion Camp                                      | 29 de noviembre de 2016          | Ella misma   |
| Serie 10: Brainwashing Stacey             | 2                             | Living with Big Game Hunters                            | 6 de diciembre de 2016           | Ella misma   |
| Serie 11                                  | 1                             | Young Sex for Sale in Japan                             | 28 de febrero de 2017            | Ella misma   |
| Serie 11                                  | 2                             | Canada’s Lost Girls (40 mins)                           | 7 de marzo de 2017               | Ella misma   |
| Serie 11                                  | 3                             | Mums Selling Their Kids for Sex (35 minutos)            | 16 de mayo de 2017               | Ella misma   |
| Serie 11                                  | 4                             | Kids Selling Drugs Online (19 minutos)                  | 14 de julio de 2017              | Ella misma   |
| Serie 11                                  | 5                             | The Billion Pound Party (28 minutos)                    | 7 de agosto de 2017              | Ella misma   |
| Serie 11                                  | 6                             | Second Chance Sex Offenders                             | 24 de enero de 2018              | Ella misma   |
| Serie 11                                  | 7                             | Russia's War on Women                                   | 31 de enero de 2018              | Ella misma   |
| Serie 11                                  | 8                             | Face to Face with Isis (33 minutos)                     | 7 de febrero de 2018             | Ella misma   |
| Serie 11                                  | 9                             | Gypsy Kids Taken from Home (42 minutos)                 | 14 de febrero de 2018            | Ella misma   |
| 2011–present: Show Me What You're Made Of |                               |                                                         |                                  |              |
| Series 1–6                                | (25 episodios hasta la fecha) | (25 episodios hasta la fecha)                           | –                                | Ella misma   |
| 2012: Coming Here Soon                    |                               |                                                         |                                  |              |
| Serie 1                                   | 1                             | Greece, Bust and Broken                                 | 26 de junio de 2012              | Ella misma   |
| Serie 1                                   | 2                             | Ireland, Lost and Leaving                               | 3 de julio de 2012               | Ella misma   |
| Serie 1                                   | 3                             | Japan, Fall of the Rising Sun                           | 10 de julio de 2012              | Ella misma   |
| 2012, 2014: Stacey Dooley in the USA      |                               |                                                         |                                  |              |
| Serie 1                                   | 1                             | Girls Behind Bars                                       | 22 de octubre de 2012            | Ella misma   |
| Serie 1                                   | 2                             | Gay to Straight                                         | 29 de octubre de 2012            | Ella misma   |
| Serie 1                                   | 3                             | Border Wars                                             | 5 de noviembre de 2012           | Ella misma   |
| Serie 2                                   | 4                             | Giving Up My Baby                                       | 3 de julio de 2014               | Ella misma   |
| Serie 2                                   | 5                             | Homeless in Detroit                                     | 10 de julio de 2014              | Ella misma   |
| Serie 2                                   | 6                             | Kids in the Crossfire                                   | 17 de julio de 2014              | Ella misma   |
| 2012: Superstorm USA: Caught on Camera    |                               |                                                         |                                  |              |
| –                                         | (1 episodio)                  | (1 episodio)                                            | 15 de noviembre de 2012          | Ella misma   |